# Ælfgifu af Shaftesbury
Sankt Ælfgifu af Shaftesbury, også kendt som Skt. Elgiva (død 944) var Edmund 1. af Englands første dronning og hustru (939-946), som hun fødte to fremtidige konger, Edwy (955-959) og Edgar (s. 959-975). Ligesom sin mor Wynflaed havde hun en særlig tilknytning til nonneklosteret Shaftesbury (i Dorset), grundlagt af kong Alfred. Her blev hun begravet og snart efter æret som en helgen. Ifølge en tradition, der opstod en gang før den normaniske invasion i 1066, er hendes festdag 18. maj.

## Familiære baggrund
Hendes mor synes at have været en en kvinde med tilkytning til Shaftesbury Abbey kaldet Wynflaed (også Wynnflæd eller Wynflæd). Den afgørende ledetråd kommer fra et dokument skrevet af kong Edgar, hvori han bekræftede tildelingen af en ejendom ved Uppidelen (Piddletrenthide, Dorset ) lavet af hans bedstemor ( ava) Wynflæd til Shaftesbury. Hun kan vel være nonnen (religiosa femina) af dette navn i et charter dateret 942 og bevaret i klostrets skatkammer. Det registrerer, at hun modtog og fik af kong Edmund en håndfuld ejendomme i Dorset, nemlig Cheselbourne og Winterbourne Tomson, som på en eller anden måde endte i lokalsamfundets besiddelse.
Da der ikke kendes til hverken fad eller søskende, har yderligere spekulationer omkring Ælfgifus baggrund i vid udstrækning været afhængig af morens identitet, hvis relativt usædvanlige navn har resulteret yderligere gætteri. H.P.R. Finberg foreslår, at hun var den Wynflæd, der udfærdigede et testamente angiveligt engang i midten af det 10. århundrede efter Ælfgifus død. Denne dame havde mange ejendomme spredt over Wessex (i Somerset, Wiltshire, Berkshire, Oxfordshire og Hampshire) og havde gode forbindelser til nonnerne i Wilton og Shaftesbury, som begge var kongeligt oprettede klostre. På dette grundlag er der blevet foreslået en række familiemedlemmer til Ælfgifu, herunder en søster kaldet Æthelflæd, en bror kaldet Eadmær, og en bedstemor kaldet Brihtwyn.
Der er dog ingen konsensus blandt forskere om Finbergs forslag. Simon Keynes og Gale R. Owen gør opmærksom på, at der ikke er tegn på kongelige slægtninge eller forbindelser i Wynflæds testamente, og Finbergs antagelser om Ælfgifus familie står derfor på et usikkert grundlag. Andrew Wareham er mindre bekymret over dette og foreslår, at forskellige slægtskabsstrategier kan redegøre for det. En stor del af spørgsmålet om identifikation synes også at afhænge af det antal år, som Wynflæd sandsynligvis har overlevet sin datter. I lyset heraf er det vigtigt, at David Dumville ud fra palaeografiske grunde har afvist den konventionelle tiddatering ca. 950 af testamentet, som han anser for "spekulativ og for tidligt" (og at en Wynflæd stadig levede i 967).

## Ægteskab
Kilderne registrerer ikke datoen for Ælfgifus ægteskab med Edmund. Den ældste søn Edwy, der næppe havde været myndig ved sin tronbestigelse i 955, kan være født omkring 940, hvilket kun giver os en meget snæver terminus ante quem (senest mulige dato) for forlovelsen. Selv om Ælfgifu, som mor til to fremtidige konger, viste sig at være en vigtig kongelig sengeledsager, er der intet sikkert samtidigt bevis for, at hun nogensinde blev indsat som dronning. I et dokument af tvivlsom ægthed dateret 942-946, bevidner hun som kongens konkubine (concubina regis), men senere i århundredet bliver hun i krøniken skrevet af krønikeskriveren Æthelweard omtalt som dronning (regina).
En stor del af Ælfgifus berømmelse stammer fra hendes tilknytning til Shaftesbury. Hendes protektion af stedet kan udledes af et dokument fra kong Ethelred, dateret 984, hvori det angives at klostret udvekslede den store ejendom i Tisbury (Wiltshire) med kong Edmund i bytte for Butticanlea (uidentificeret beliggenhed). Ælfgifu modtog det fra sin mand og havde til hensigt at testamentere det tilbage til nonnerne, men det var endnu ikke sket (hendes søn Edwy krævede, at Butticanlea blev returneret til kongefamilien først).
Ælfgifu døde før sin mand i 944. I begyndelsen af det 12. århundrede skrev Vilhelm af Malmesbury, at hun led af en sygdom i løbet af de sidste par år af sit liv, men der kan have eksisteret en vis forvirring omkring detaljerne i Ælgifus liv som et resultat af et forfalsket dokument fra 11. eller 12. århundrede (se nedenfor). Hendes lig blev begravet i nonneklostret.

## Helgenkåring
Ælfgifu blev æret som en helgen straks efter sin begravelse i Shaftesbury. Æthelweard beretter om, at mange mirakler havde fundet sted ved hendes grav i hans tid, og disse havde tilsyneladende tiltrukket lokal opmærksomhed. Lantfred af Winchester, der skrev i 970'erne og som derfor kan kaldes det tidligst kendte vidne til hendes kult, fortæller om en ung mand fra Collingbourne (muligvis Collingbourne Kingston, Wiltshire), der i håbet om at blive kureret for blindhed, rejste til Shaftesbury og holdt nattevagt ved hendes grav. Det der førte ham dertil var hendes omdømme som "den ærværdige Sankt Ælfgifu [...] ved hvis grav mange syge personers kroppe modtager medicin gennem Guds almægtighed". På trods af den fremtrædende nye kult omkring Edvard Martyren, fortsatte hendes kult med at blomstre i slutningen af det angelsaksiske England, som det fremgår af hendes optagelse i en oversigt over helgeners hvilesteder.
Ælfgifu bliver kaldt helgen (Sancte Ælfgife) i D-teksten i den Angelsaksiske Krønike (fra midten af det 11. århundrede) på det punkt, hvor krøniken angiver Edwy og Edgars kongelige forældre. Hendes kult kan have været fremmet og brugt til at forbedre status for kongeslægten og mere snævert for hendes efterkommere. Lantfred tilskriver hendes helbredende kraft både til hendes egne fortjenester og hendes søn Edgars. Det kunne være på grund af hendes forbindelse til hendes myrdede barnebarn Edvard Martyren, at hans lig i 979 blev gravet op og lagt til hvile i Shaftesbury under stor ceremoni og ledelse af ealdorman Ælfhere.
Ifølge Vilhelm af Malmesbury ville Ælfgifu i hemmelighed frelse dem, der offentligt blev idømt alvorlige domme, hun gav dyrt tøj til de fattige, og hun havde også profetiske og helbredende kræfter.
Ælfgifus berømmelse i Shaftesbury synes at have overstrålet den første abbedisse, kong Alfreds datter Æthelgifus, omdømme så meget, at Vilhelm of Malmesbury, måske, skrev modstridende beretninger om klostrets tidlige historie. I Gesta regum identificerer han korrekt den første abbedisse som Alfreds datter, som efterfulgte Asser, selvom han giver hende navnet Ælfgifu (Elfgiva), mens han i sin Gesta pontificum krediterer Edmunds hustru Ælfgifu med oprettelsen. Enten skrev Vilhelm ud fra modstridende kilder, eller også var det hans mening at sige, at Ælfgifu genetablerede klostret. Under alle omstændigheder ville Vilhelm have haft adgang til lokale skikke i Shaftesbury, da han sandsynligvis skrev et nu tabt værk for fællesskabet,  et fragment, som han medtog i sin Gesta pontificum:
| Latinsk tekst | Oversættelse |
| Nam nonnullis passa annis morborum molestiam, defecatam et excoctam Deo dedit animam. Functas ergo uitae fato beatas exuuias infinitis clemens signis illustrabat Deitas. Inops uisus et auditus si adorant tumulum, sanitati restituti probant sanctae meritum. Rectum gressum refert domum qui accessit loripes, mente captus redit sanus, boni sensus locuples | I nogle år led hun af sygdom, Og gav til Gud en udrenset og ren sjæl Da hun døde, bragte Gud glans til hendes velsignede rester I sin nåde med utallige mirakler Hvis en blind mand eller en døv tilbeder hendes grav Bliver de raske og beviser helgenens fortjeneste Han, der er lam og kommer her, går hjem med faste skridt Den gale vender tilbage tilregnelig, rig på fornuft |

### Primære kilder
- Angelsaksiske chartre
  - S 514 (AD 942 x 946), giver kong Edmund jord. Arkiv: Canterbury.
  - S 850 (AD 984), King Æthelred tildeler ejendomme til Shaftesbury. Arkiv: Shaftesbury.
  - S 744 (AD 966). Arkiv: Shaftesbury.
  - S 485 (AD 942). Arkiv: Shaftesbury.
  - S 1539 , udg. og tr. Dorothy Whitelock, Angelsaksiske Wills . Cambridge studier i engelsk juridisk historie. Cambridge, 1930. pp.   10-5 (med kommentar, s.   109-14).
- Angelsaxisk krønike (MS D), red. D. Dumville og S. Keynes, The Anglo-Saxon Chronicle. A Collaborative Edition. Vol. 6. Cambridge, 1983.
- Æthelweard , Chronicon , ed. og tr. Alistair Campbell, Chronicle of Æthelweard . London, 1961.
- Lantfred of Winchester , Translatio et Miracula S. Swithuni , red. og tr. M. Lapidge, Cult of St Swithun . Winchester Studies 4. The Anglo-Saxon Minsters of Winchester 2. Oxford, 2003. 252-333.
- On the resting places of English saints, red. F. Liebermann, Die Heiligen Englands. Angelsächsisch und Lateinisch. Hanover, 1889. II nr. 36 (s. 17-8).
- Vilhelm af Malmesbury , Gesta Pontificum Anglorum , red. og bearbejdelse M. Winterbottom og RM Thomson, William of Malmesbury. Gesta Pontificum Anglorum The History of the English Bishops. OMT. 2 vols (vol 1: text and translation, vol. 2: commentary). Oxford: OUP, 2007.
- Vilhelm af Malmesbury, Gesta Regum Anglorum , ed. og tr. RAB Mynors, RM Thomson og M. Winterbottom, William of Malmesbury. Gesta Regum Anglorum. The History of the English Kings. OMT. 2 vols: vol 1. Oxford, 1998.

### Sekundære kilder
- Ælfgifu 3 Hentet 2009-3-27.
- Dumville, David.“English Square Minuscule Script: the mid-century phases” Anglo-Saxon England; 23 (1994): 133–64.
- Finberg, H.P.R. The Early Charters of Wessex. Leicester, 1964.
- Owen, Gale R. “Wynflæd's wardrobe.” Anglo-Saxon England 8 (1979): 195–222.
- Thacker, Alan. “Dynastic Monasteries and Family Cults. Edward the Elder's sainted kindred.” In Edward the Elder, 899-924, ed. N. J. Higham and David Hill. London: Routledge, 2001. 248–63.
- Wareham, Andrew. "Transformation of Kinship and the Family in late Anglo-Saxon England." Early Medieval Europe; 10 (2001). 375–99.
- Yorke, Barbara. Nunneries and the Anglo-Saxon Royal Houses. London, Continuum, 2003.

## Yderligere læsning
- Fod, Sarah.Veiled Women. 2 vols: vol. 2 (Female Religious Communities in England, 871-1066). Aldershot, 2000.
- Jackson, R.H. “The Tisbury landholdings granted to Shaftesbury monastery by the Saxon kings.” The Wiltshire Archaeological and Natural History Magazine 79 (1984): 164–77.
- Kelly, SE Charters of Shaftesbury Abbey . (Angelsaksiske Charters; 5. ) London, 1996.
- Keynes, Simon. “Alfred the Great and Shaftesbury Abbey.” In Studies in the Early History of Shaftesbury Abbey, ed. Laurence Keen. Dorchester: Dorset County Council, 1999. 17–72.
- Murphy, E. “The Nunnery that Alfred Built at Shaftesbury.” Hatcher Review; 4 (1994): 40–53.